# Jornal

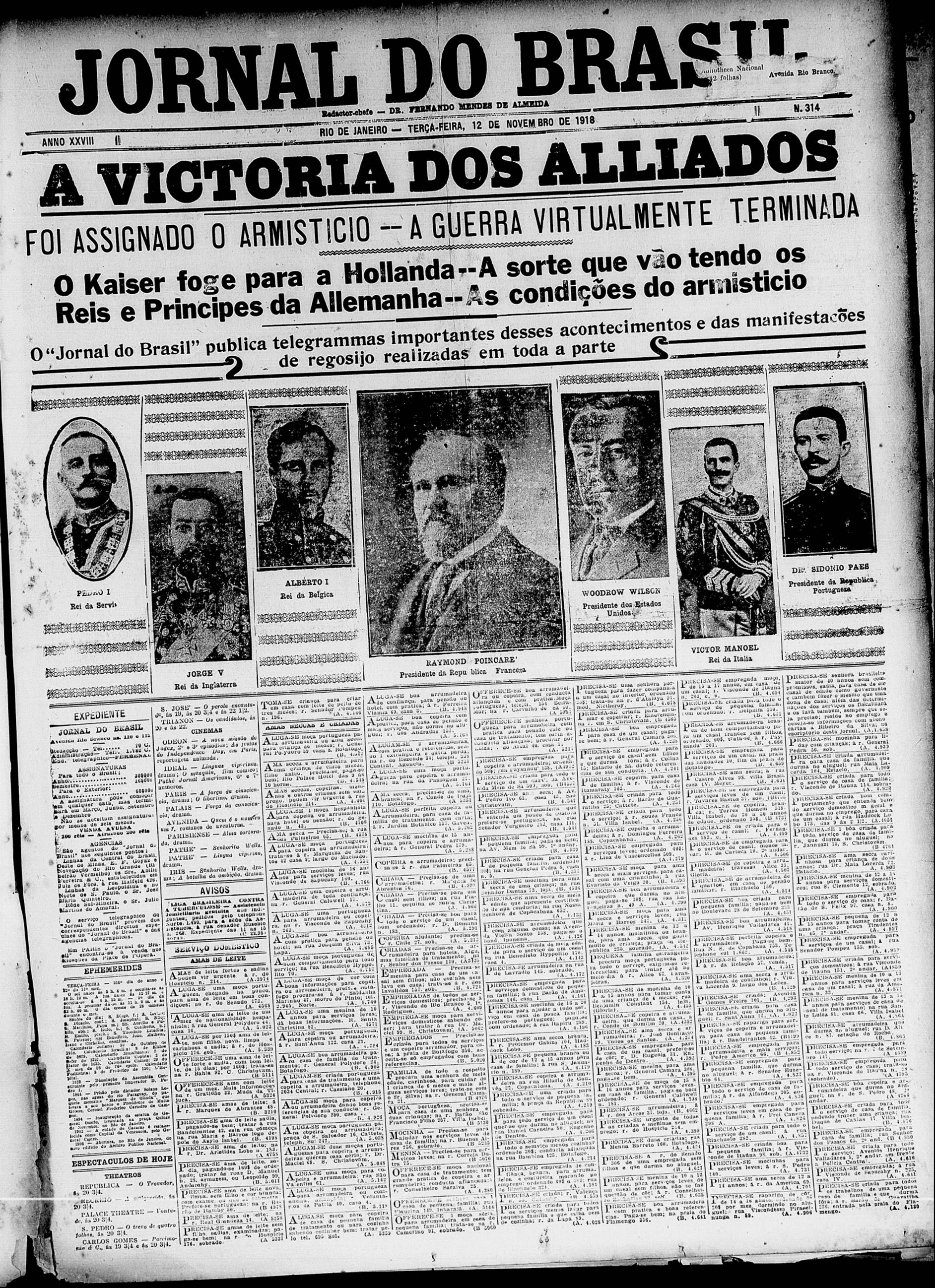
Capa do Jornal do Brasil no dia 12 de novembro de 1918, anunciando a assinatura do Armistício de Compiègne e a vitória dos Aliados, assinada no dia anterior

Jornal é um meio de comunicação impresso, um produto derivado do conjunto de atividades denominado jornalismo. O primeiro, e por muito tempo, o principal espaço de atividade profissional jornalístico.
Na linguagem jornalística, as características principais são: uso do material "papel de imprensa" ou papel jornal (de menor qualidade que outros materiais e assim mais barato); seu meio de comunicação cultural de massas; publicação de notícias e opiniões que abrangem os mais diversos interesses sociais (alguns com conteúdo especializado como economia e desporto); periodicidade de veiculação diária (alguns com periodicidade semanal, quinzenal e mensal).
A crise económica de 2008, combinada com o rápido crescimento de alternativas online, causou um grande declínio nas vendas de jornais, caindo quase 9% nos Estados Unidos. No entanto, verificou-se o contrário no Brasil, onde a tiragem de jornais impressos cresceu 4,2% em 2010.
No século XXI, com o avanço das tecnologias digitais, o formato tradicional dos jornais enfrentou grandes transformações. Muitos veículos de comunicação migraram para plataformas online, adotando modelos de assinatura digital e ampliando o uso de multimídia, como vídeos e infográficos interativos, para enriquecer a experiência do leitor. Essa adaptação permitiu aos jornais alcançar públicos globais e diversificados, mas também trouxe desafios como a concorrência com redes sociais e a necessidade de combater a desinformação.
Os jornais são uma das principais fontes de pesquisa quando se estuda a história contemporânea.

## Critérios
Os jornais tipicamente atendem a quatro critérios:
- Abrangência: seus conteúdos são razoavelmente acessíveis ao público em geral;
- Periodicidade: é publicado em intervalos regulares;
- Atualidade: sua informação é atual;
- Universalidade: cobrem um amplo número de assuntos.

## História
Na Roma Antiga, era produzida a Acta Diurna, um boletim de anúncios do governo, sendo esculpidos em metal ou pedra e exibidos em locais públicos.
Na China, circulavam entre oficiais da corte, durante o final da Dinastia Han (séculos II e III AD), folhas de notícias do governo, chamadas tipao. Entre 713 e 734, o Kaiyuan Za Bao (Boletim da Corte) da Dinastia Tang chinesa também publicava notícias do governo; era escrito à mão, em seda e lido pelos oficiais do governo.
Em 1556, o governo da República de Veneza publicava boletins mensais chamados notizie scritte (notícias escritas), com notícias políticas, militares e económicas, escritas à mão e vendidas nas cidades italianas. Um boletim custava uma gazetta moeda de baixo valor da época.
Em 1582, é feita a primeira referência a um jornal publicado privadamente, durante o final da Dinastia Ming.
O jornal em alemão Relation aller Fürnemmen und gedenckwürdigen Historien, impresso a partir de 1605 por Johann Carolus em Estrasburgo, é reconhecido como o primeiro jornal da história.

## Material
Os jornais contemporâneos, em sua maioria, são impressos em um tipo específico de papel espesso e áspero, o papel-jornal ou papel de imprensa (do inglês newsprint), um papel reciclado obtido de fibras recicladas e de pedaços de madeira não aproveitados na fabricação de móveis.

## Principais do Brasil
De acordo com a ONG Instituto Verificador de Circulação (IVC) e a Associação Nacional de Jornais (ANJ), em 2018 os principais jornais impressos deste país são:
- O Povo, do estado do Ceará;
- A Tarde, do estado da Bahia;
- Correio Braziliense, do Distrito Federal;
- Super Notícia e o Estado de Minas, provenientes do estado de Minas Gerais;
- O Globo e Extra, do estado do Rio de Janeiro;
- Folha de S.Paulo, O Estado de S. Paulo e Valor Econômico, provenientes do estado de São Paulo.
- Gazeta do Povo, do estado do Paraná;
- Zero Hora, do estado do Rio Grande do Sul.